# Quận Crawford, Missouri
Quận Crawford là một quận thuộc tiểu bang Missouri, Hoa Kỳ. Quận được đặt tên theo William H. Crawford, thượng nghị sĩ Hoa Kỳ từ bang Georgia Theo điều tra dân số năm 2000 của Cục điều tra dân số Hoa Kỳ, quận có dân số 22.804 người 2. Quận lỵ đóng ở Steelville 6

## Địa lý
Theo Cục điều tra dân số Hoa Kỳ, quận có tổng diện tích 744 dặm vuông Anh (1.927,0 km2), trong đó có 1 dặm vuông Anh (2,6 km2) là diện tích mặt nước.

### Xa lộ
- Interstate 44
- U.S. Route 66 (1926-1979)
- Route 8
- Route 19
- Route 49

### Quận giáp ranh
- Quận Franklin  (bắc)
- Quận Washington  (đông)
- Quận Iron  (đông nam)
- Quận Dent  (nam)
- Quận Phelps  (tây)
- Quận Gasconade  (tây bắc)

## Thông tin nhân khẩu
Theo điều tra dân số 2 năm 2000, quận đã có dân số 22.804 người, 8.858 hộ gia đình, và 6.351 gia đình sống trong quận hạt. Mật độ dân số là 31 người trên một dặm vuông (12/km ²). Có 10.850 đơn vị nhà ở với mật độ trung bình là 15 trên một dặm vuông (6/km ²). Cơ cấu dân tộc của cư dân sinh sống ở quận này bao gồm 98,26% người da trắng, 0,14% da đen hay Mỹ gốc Phi, 0,43% người Mỹ bản xứ, 0,13% châu Á, Thái Bình Dương 0,06%, 0,14% từ các chủng tộc khác, và 0,82% từ hai hoặc nhiều chủng tộc. Khoảng 0,77% dân số là người Hispanic hay Latino thuộc một chủng tộc nào.
Có 8.858 hộ, trong đó 32,80% có trẻ em dưới 18 tuổi sống chung với họ, 58,70% là đôi vợ chồng sống với nhau, 9,00% có một chủ hộ nữ và không có chồng, và 28,30% là không lập gia đình. 24,30% hộ gia đình đã được tạo ra từ các cá nhân và 11,30% có người sống một mình 65 tuổi hoặc cao tuổi hơn. Cỡ hộ trung bình là 2,53 và cỡ gia đình trung bình là 3,00.
Trong quận này cơ cấu độ tuổi dân cư bao gồm 26,30% dưới độ tuổi 18, 7,90% 18-24, 26,90% 25-44, 23,10% từ 45 đến 64, và 15,80% từ 65 tuổi trở lên. Độ tuổi trung bình là 38 năm. Đối với mỗi 100 nữ có 97,30 nam giới. Đối với mỗi 100 nữ 18 tuổi trở lên, đã có 94,60 nam giới.
Thu nhập trung bình cho một hộ gia đình trong đã đạt mức USD 37.554, và thu nhập trung bình cho một gia đình là USD 45.059. Phái nam có thu nhập trung bình USD 28.005 so với 18.736 USD của phái nữ. Thu nhập bình quân đầu người là 18.203 USD. Có 12,70% gia đình và 16,30% dân số sống dưới mức nghèo khổ, bao gồm 23,30% những người dưới 18 tuổi và 14,10% của những người 65 tuổi hoặc hơn. 